# Habib Asiod

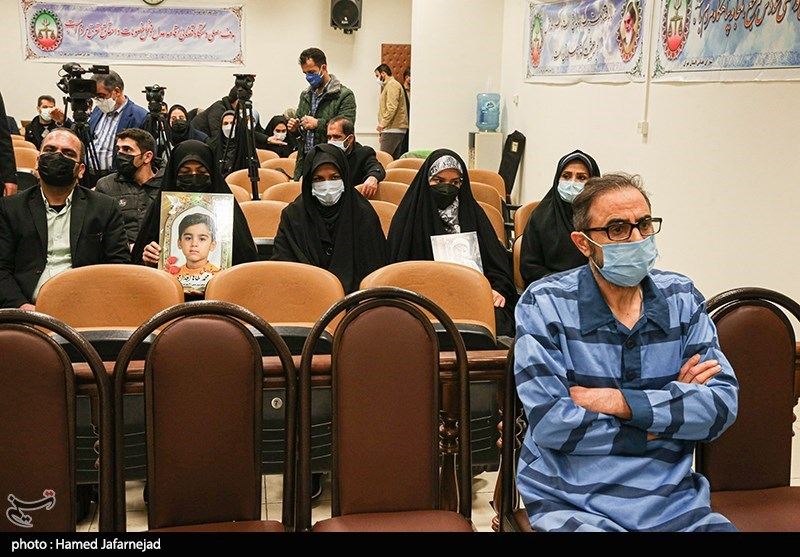
Habib Asiod im Gerichtssaal

Habib Farajollah Chaab, bekannt als Habib Asiod (persisch حبیب اسیود, DMG Ḥabīb-e Asiyūd; geb. 1. Juli 1973 in Schuschtar, Chuzestan, Iran; gest. 6. Mai 2023) war ein politischer Aktivist aus dem Iran, der die schwedische Staatsbürgerschaft besaß. Er war Gründer und zwischenzeitlicher Anführer der Arabischen Kampfbewegung für die Befreiung von Ahvaz. Nach einem 14-jährigen Exil in Schweden reiste Asiod im Oktober 2020 in die Türkei, wo er von unbekannten Tätern entführt und in den Iran verschleppt wurde. Laut türkischen Sicherheitsquellen war der iranische Geheimdienst für seine Entführung verantwortlich.
Im Mai 2023 wurde Habib Asiod im Iran hingerichtet, nachdem er beschuldigt worden war, den Angriff auf eine Militärparade im Jahr 2018 geplant zu haben, bei dem 25 Menschen ums Leben kamen.